# Комсомол (Баймацький район)
Комсомо́л (рос. Комсомол, башк. Комсомол) — присілок (колишнє селище) у складі Баймацького району Башкортостану, Росія. Входить до складу Зілаїрського сільської ради.

## Історія
Присілок заснований 1929 року як Комсомольське отділення Зілаїрського зерносовхоза Таналицької волості Зілаїрського кантону БАРСР. З 20 серпня 1930 року — у складі Баймурзінської сільради Баймак-Таналицького району, з 20 серпня 1933 року — у складі Баймурзінської сільради Баймацького району, з 1941 року — у складі Зілаїрської сільради Баймацького району. До 9 лютого 2008 року присілок називався — Комсомольського отділення.

## Населення
Населення — 222 особи (2010; 273 в 2002).
Національний склад:
- росіяни — 52%
- башкири — 37%